# Temple (Georgia)
Temple – miasto w Stanach Zjednoczonych, w stanie Georgia, w hrabstwie Carroll.